# Четверть доллара с сидящей Свободой
25 центов с сидящей Свободой — серебряные монеты США номиналом в 25 центов, которые чеканились с 1838 по 1901 годы. На аверсе монеты изображена женщина, символизирующая Свободу, а на реверсе белоголовый орлан — геральдический символ США.

## История
25 центов с изображением сидящей Свободы чеканились продолжительное время с 1838 по 1891 год. Подготовленный гравёром Кристианом Гобрехтом дизайн аверса был помещён на монетах номиналом в 5, 10, 25, 50 центов, а также на серебряный доллар.
Монета имеет много разновидностей, появление которых было связано с происходящими в то время событиями. Изначально вес монеты составлял 6,7 граммов. После открытия богатых залежей золота в Калифорнии и вызванной этим золотой лихорадки цена серебра возросла. Если ранее стоимость серебра к золоту составляла 1⁄16, то после стала 1⁄15. В результате стоимость серебра в монете стала выше её номинальной стоимости. Вес серебра 400 25-центовых монет стал эквивалентным не 100, а 106,5 долларов. Это привело к тому, что монеты стали переплавляться, принося прибыль предприимчивым дельцам.
В связи с этим содержание серебра в монете было уменьшено с 6,7 до 6,2 граммов. Для обозначения и соответственно защиты от переплавки монеты должны были содержать отличия от своих предшественников. В 1853 году были отчеканены 25-центовые монеты с 2 стрелками по бокам от года на аверсе, и лучами на реверсе. В 1854–1855 годах чеканились монеты лишь со стрелками на аверсе, а с 1856 монета приобрела первоначальный дизайн, сохранив при этом уменьшенный вес.
В конце Гражданской войны в США в связи с обострившимися религиозными чувствами многих американцев, потерявших родственников, либо уставших от военных лишений, 3 марта 1865 года был принят закон, согласно которому все серебряные монеты номиналом более 10 центов и золотые номиналом более 3 долларов должны содержать девиз «IN GOD WE TRUST» (с англ. — «На господа уповаем»). С 1866 года на реверсе 25 центов с сидящей Свободой над изображением орлана появилась лента с соответствующей надписью.
12 февраля 1873 года Конгрессом, при активном лоббировании, был принят акт, вошедший в историю как «преступление 73-го». Одним из результатов акта стало увеличение веса монеты с 6,2 до 6,3 граммов. На момент принятия акта уже была отчеканена серия монет весом 6,2 грамма. Новая серия содержала стрелки по обеим сторонам года на аверсе (как и на монетах 1853–1855 годов). С 1875 до 1891 года вновь стали чеканиться монеты без стрелочек около года.
25 центов с сидящей Свободой чеканились на 4 монетных дворах. О происхождении монеты из того или другого монетного двора свидетельствует небольшая буква под изображением орлана:
- отсутствует — монетный двор Филадельфии, Пеннсильвания
- CC — монетный двор Карсон-Сити, Невада
- O — монетный двор Нового Орлеана, Луизиана
- S — монетный двор Сан-Франциско, Калифорния

## Оценка состояния монеты
Оценка состояния монеты осуществляется по следующим критериям:
- «Слабое» (Good) — буквы и дата читаемы;
- «Удовлетворительное» (Very Good) — различимы главные детали монеты;
- «Хорошее» (Fine) — различимы главные линии причёски;
- «Very Fine» (Very Fine) — видны центральные элементы причёски;
- «Почти превосходное» (About Uncirculated) — незначительные царапины. Может присутствовать незначительная потёртость на груди орла;
- «Превосходное» (About Uncirculated).

## Изображение

### Аверс
На аверсе монеты изображена сидящая на скале женщина, символизирующая Свободу. В правой руке она держит щит, на котором написано «LIBERTY», а в левой — палку с надетым на неё фригийским колпаком, символом свободы и революции. Женщина одета в тогу. Под изображением Свободы находится год чеканки монеты. Над ней полукругом расположено 13 звёзд.
Художником и гравёром была допущена ошибка из-за которой правая рука выглядит непропорционально больше левой.
Изображение Свободы напоминает английский символ «Британия», который изображался на реверсе английских монет. По всей видимости, она и послужила прообразом Свободы, помещённой на серии монет с сидящей Свободой на аверсе.
На аверсе монет 1853–1855, 1873 (тип со стрелкой) и 1874 годов по бокам от года расположены 2 стрелочки.

### Реверс
На реверсе монеты находится белоголовый орлан с расправленными крыльями — символ США, — держащий в когтях стрелы и оливковую ветвь. Над орлом находится надпись «UNITED STATES OF AMERICA», под ним обозначение номинала монеты «QUAR. DOL.» Под когтями орла может располагаться буква, показывающая на каком из монетных дворов была отчеканена данная монета. На груди орла находится щит (подобный тому, который держит на аверсе монеты Свобода, но без косой линии с надписью «LIBERTY»). Отсутствие буквы свидетельствует о том, что монета отчеканена в Филадельфии.
На реверсе монеты 1853 года вокруг орлана расположены линии, символизирующие лучи Солнца. В зависимости от того, располагается над изображением орлана девиз «IN GOD WE TRUST» различают тип «Без девиза» (англ. Without Motto) и «С девизом» англ. With Motto. Тип «Без девиза» чеканился в 1838–1865 годах, тип «С девизом» — 1866–1891 годы.

## Тираж
| Год                                           | Отчеканено в Филадельфии      | Отчеканено в Карсон-Сити | Отчеканено в Новом Орлеане | Отчеканено в Сан-Франциско |
| --------------------------------------------- | ----------------------------- | ------------------------ | -------------------------- | -------------------------- |
| 1838                                          | 466 000 (около 5)             |                          |                            |                            |
| 1839                                          | 491 146 (около 5)             |                          |                            |                            |
| 1840                                          | 188 127 (около 5)             |                          | 425 200                    |                            |
| 1841                                          | 120 000 (около 10)            |                          | 452 000                    |                            |
| 1842                                          | 88 000 (около 10)             |                          | 769 000                    |                            |
| 1843                                          | 645 600 (около 10)            |                          | 968 000                    |                            |
| 1844                                          | 421 200 (около 10)            |                          | 740 000                    |                            |
| 1845                                          | 922 000 (около 10)            |                          |                            |                            |
| 1846                                          | 510 000 (около 20)            |                          |                            |                            |
| 1847                                          | 734 000 (около 10)            |                          | 368 000                    |                            |
| 1848                                          | 146 000 (около 10)            |                          |                            |                            |
| 1849                                          | 340 000 (около 10)            |                          | 412 000                    |                            |
| 1850                                          | 190 800 (около 10)            |                          |                            |                            |
| 1851                                          | 160 000 (около 10)            |                          | 88 000                     |                            |
| 1852                                          | 177 060 (около 10)            |                          | 96 000                     |                            |
| 1853 (тип «без стрелок») (тип «со стрелками») | 44 200 15 210 020 (около 10)  |                          | 1 332 000                  |                            |
| 1854                                          | 12 380 000 (около 25)         |                          | 1 484 000                  |                            |
| 1855                                          | 2 857 000 (около 20)          |                          | 176 000                    | 396 400 (1)                |
| 1856                                          | 7 264 000 (около 40)          |                          | 968 000                    | 286 000                    |
| 1857                                          | 9 644 000 (около 40)          |                          | 1 180 000                  | 82 000                     |
| 1858                                          | 7 368 000 (около 150)         |                          | 520 000                    | 121 000                    |
| 1859                                          | 1 343 200 (800)               |                          | 260 000                    | 80 000                     |
| 1860                                          | 804 400 (1000)                |                          | 388 000                    | 56 000                     |
| 1861                                          | 4 853 600 (1000)              |                          |                            | 96 000                     |
| 1862                                          | 932 000 (550)                 |                          |                            | 67 000                     |
| 1863                                          | 191 600 (460)                 |                          |                            |                            |
| 1864                                          | 93 600 (470)                  |                          |                            | 20 000                     |
| 1865                                          | 58 800 (500)                  |                          |                            | 41 000                     |
| 1866                                          | 16 800 (725)                  |                          |                            | 28 000                     |
| 1867                                          | 20 000 (625)                  |                          |                            | 48 000                     |
| 1868                                          | 29 400 (600)                  |                          |                            | 96 000                     |
| 1869                                          | 16 000 (600)                  |                          |                            | 76 000                     |
| 1870                                          | 86 400 (1000)                 | 8 340                    |                            |                            |
| 1871                                          | 118 200 (960)                 | 10 890                   |                            | 30 900                     |
| 1872                                          | 182 000 (950)                 | 22 850                   |                            | 83 000                     |
| 1873 (тип «без стрелок») (тип «со стрелками») | 212 000 (600) 1 271 160 (540) | 4 000 12 462             |                            | 156 000                    |
| 1874                                          | 471 200 (775)                 |                          |                            | 392 000                    |
| 1875                                          | 4 292 800 (700)               | 140 000                  |                            | 680 000                    |
| 1876                                          | 17 816 000 (1150)             | 4 944 000                |                            | 8 596 000                  |
| 1877                                          | 10 911 200 (510)              | 4 192 000                |                            | 8 996 000                  |
| 1878                                          | 2 260 000 (800)               | 996 000                  |                            | 140 000                    |
| 1879                                          | 13 600 (1100)                 |                          |                            |                            |
| 1880                                          | 13 600 (1355)                 |                          |                            |                            |
| 1881                                          | 12 000 (975)                  |                          |                            |                            |
| 1882                                          | 15 200 (1 100)                |                          |                            |                            |
| 1883                                          | 14 400 (1 039)                |                          |                            |                            |
| 1884                                          | 8 400 (875)                   |                          |                            |                            |
| 1885                                          | 13 600 (930)                  |                          |                            |                            |
| 1886                                          | 5 000 (886)                   |                          |                            |                            |
| 1887                                          | 5 000 (710)                   |                          |                            |                            |
| 1888                                          | 10 000 (710)                  |                          |                            | 1 216 000                  |
| 1889                                          | 12 000 (711)                  |                          |                            |                            |
| 1890                                          | 80 000 (590)                  |                          |                            |                            |
| 1891                                          | 3 920 000 (600)               |                          | 68 000                     | 2 216 000                  |

(в скобках обозначено количество монет качества пруф)
Суммарный тираж монет данного типа составляет более 155 миллионов штук.